# Jinx (League of Legends)
 (novembre 2024).
- Si vous ne connaissez pas le sujet, laissez ce bandeau (vous pouvez alors contacter les auteurs).
- Si vous supprimez le contenu mis en cause (vous pouvez préalablement contacter les auteurs),

argumentez précisément cette suppression dans la page de discussion
(un manque de référence n'est pas un argument ; une recherche réelle de référence doit avoir été effectuée, être formellement documentée).
Pour les articles homonymes, voir Jinx.
Jinx, de son vrai nom Powder, est un personnage de League of Legends, la franchise de Riot Games. League of Legends est un jeu en ligne multijoueur de bataille d'arène (MOBA) crée en 2009. Le personnage est introduit lors de la mise à jour d'octobre 2013. Elle est ajoutée en tant que personnage jouable, appelé « champion » au sein de l'univers de la franchise, et pour commémorer son introduction, un clip musical animé intitulé Get Jinxed est publié en ligne.
Dans l'univers fictif du jeu, Jinx est une criminelle excentrique et impulsive de Zaun, ennemie jurée et sœur de Vi, une gardienne de l'ordre de Piltover. La série animée Arcane diffusée sur Netflix explore les origines du personnage en tant que Powder, la sœur cadette de Vi, qui à la suite d'une série de tragédies familiales, est recueillie et élevée par le chef de la pègre Silco.
Depuis son introduction, Jinx est devenue l'un des personnages les plus populaires et emblématiques de la franchise. Sa représentation dans Arcane a reçu des critiques élogieuses.

## Conception et création
L'illustratrice Katie De Sousa a affiché une esquisse conceptuelle d'une « gun-toting, braid-rocking criminal » (« criminelle armée et aux tresses ») qui allait devenir Jinx sur un tableau réservé aux futurs champions potentiels chez Riot Games. De Sousa a souhaité créer une « méchante complètement folle, au-delà de toute possibilité de réforme ou de réhabilitation » pour League of Legends. Elle est également fan du rôle « Attack Damage Carry » (ADC), un terme désignant les champions capables de causer des niveaux élevés de dégâts continus dans les parties. Le personnage a reçu le nom de code « Psycho Arsenal » et est resté sur le tableau pendant des mois jusqu'à ce qu'August Browning, souhaitant créer un ADC capable de changer d'armes, décide de le développer avec De Sousa. Son histoire est écrite par Graham McNeill. Ils ont évité de lui donner une « personnalité sexy » et l'ont plutôt représentée comme une femme pâle et mince, maniant des armes disproportionnellement grandes pour la distinguer des autres champions de League of Legends. Le Joker et Harley Quinn, ainsi que Gollum et l'actrice Helena Bonham Carter sont les principales inspirations pour le personnage de Jinx.

## Apparitions

### League of Legends
Jinx est ajoutée en tant que champion jouable en Août 2013. Comme établi dans le lore écrit par Graham McNeill, Jinx était autrefois une jeune fille innocente de Zaun, le quartier malfamé de la cité utopique de Piltover. Elle partage un passé sombre et mystérieux avec Vi, un autre champion du jeu. À la suite d'une tragédie durant son enfance, Jinx est devenue « hystérique et impulsive », et sa capacité à semer le chaos « est devenue légendaire ». Parmi ses crimes les plus notoires, on compte la libération d'un troupeau d'animaux exotiques, la perturbation du commerce en piégeant les ponts de la ville avec des explosifs, et le braquage de l'un des coffres-forts les mieux protégés de Piltover. Les développeurs du jeu ont veillé à ce que le personnage se déplace rapidement en jeu pour refléter sa personnalité chaotique et son énergie.
Les armes principales de Jinx comprennent son minigun surnommée Bang-Bang, son pistolet électrique Zapper, ses grenades immobilisantes appelées Pyromâcheurs, et son lance-roquettes personnalisé nommé Poiscaille, inspiré d'un design de requin.
Les apparences alternatives de Jinx proviennent de réalités parallèles distinctes du lore principal. Dans l'univers Odyssey, Jinx est membre d'un équipage intergalactique qui parcourt le cosmos. Dans l'univers Star Guardian, elle fait partie d'une escouade de magical girl. Le design de Jinx dans Arcane est également adapté en tant qu'apparence alternative.

### Arcane

#### Saison 1
La première saison de Arcane révèle que Jinx s'appelle à l'origine Powder. Elle et sa sœur aînée Vi sont orphelines à la suite de l'insurrection réprimée de la ville souterraine contre la cité utopique de Piltover, après quoi elles sont recueillies par Vander, le leader de la rébellion.
Au début de la série, Powder et Vi cambriolent un penthouse appartenant au scientifique Jayce Talis à Piltover. Powder vole un ensemble de cristaux arcaniques et provoque accidentellement une explosion. Elles s'échappent vers la ville souterraine, mais les forces de Piltover les poursuivent sans relâche. Vander se rend pour les protéger, mais il est capturé par Silco, son ancien frère d'armes. Powder suit Vi et ses frères adoptifs, Mylo et Claggor, lorsqu'ils partent secourir Vander et, tentant de les aider à repousser les forces de Silco, utilise les cristaux volés pour provoquer une énorme explosion qui cause la mort de Vander, Mylo et Claggor. Dans sa tristesse, Vi frappe Powder et lui crie dessus avant de s'en aller en lui reprochant de « tout jinxer », le terme jinx étant le mot anglais pour « poisse ». Se croyant abandonnée, Powder cherche du réconfort dans les bras de Silco.
Des années plus tard, Powder, devenue adolescente, porte le nom de Jinx, ayant été élevée par Silco comme sa fille. Silco a pris le contrôle de la ville souterraine, désormais appelée Zaun, et Jinx l'aide à faire passer le stimulant chimique nommé « Shimmer » dans Piltover pour la seconde révolte de Silco. Après qu'une mission ait mal tourné à cause de l'interférence des insurgés connus sous le nom de « Feux volants », Jinx tente d'impressionner Silco en volant une pierre précieuse « Hextech » à Jayce, tuant six policiers dans le processus. Silco demande à Jinx de militariser la pierre précieuse et lui conseille de laisser son passé de Powder derrière elle, tandis que la recrue Caitlyn Kiramman engage Vi, emprisonnée depuis des années, pour l'aider à retrouver Jinx. Lorsque Jinx se retourne contre Vi en réalisant qu'elle travaille avec Caitlyn, les Feux Volants interviennent et dérobent la pierre précieuse.
Jinx tue les policiers sur le pont reliant Zaun à Piltover et récupère la pierre précieuse, bien qu'elle soit gravement blessée lors d'une confrontation avec Ekko, le leader des Feux Volants et son ami d'enfance. Silco trouve Jinx et l'emmène chez Singed, un scientifique qui lui injecte du Shimmer pour soigner ses blessures. Jinx hallucine que Vi et Caitlyn lui infligent sa douleur, alors elle les kidnappe toutes les deux. Elle enlève également Silco après l'avoir entendu se lamenter sur le choix entre l'indépendance de Zaun et elle-même dans un ultimatum que lui a imposé Jayce. Jinx force Vi à choisir entre Caityln et elle. Silco se libère et tente de tirer sur Vi avant que Jinx, dans un état psychotique, ne le tue. Dans ses derniers instants, Silco lui réaffirme qu'il ne l'aurait jamais trahie et la réconforte en lui disant qu'elle est « parfaite ». Jinx accepte enfin sa nouvelle identité, et, ayant militarisé la pierre précieuse pour alimenter un lance-roquettes, tire sur le conseil de Piltover juste au moment où ils approuvent l'indépendance de Zaun.

#### Saison 2
Après son attaque sur le conseil de Piltover, tuant la moitié du conseil dont la mère de Caitlyn, Jinx devient activement recherchée par les autorités de la ville. Elle se réfugie alors dans les bas-fonds de Zaun, la ville étant en proie au chaos à cause de la guerre des gangs qui oppose les barons du crime autrefois au service de Silco. Dans sa cavale, elle fait la rencontre d'Isha, une jeune orpheline muette avec laquelle Jinx se lie d'amitié. Elle retrouve ensuite Sevika, l'autre bras-droit de Silco, et accepte de lui reconstruire son bras mécanique. Peu après, elle manque de peu d'être capturée par une unité de pacifieurs dont Vi et Caitlyn font partie. Dans sa fuite, Jinx est attaquée par le baron Smeech qui compte la livrer à Piltover. Elle est ensuite sauvée par l'intervention de Sevika. Projetant de lancer une attaque au gaz sur Piltover, Jinx prend Vi et Caitlyn en embuscade dans les égouts de la ville. Jinx perd notamment un doigt pendant ce combat. À la fin de l'affrontement, Jinx est dominée par Vi qui manque de la tuer mais hésite à frapper lorsque Isha s'interpose entre les deux sœurs. Cela permet alors à Jinx, Isha et Sevika de s'enfuir tout en lançant leur attaque au gaz sur Piltover. 
Quelques mois plus tard, Jinx se cache avec Isha dans Zaun après qu'elle soit devenue un symbole de révolution des bas-fonds. Cependant, Jinx refuse de se dévoiler au grand jour malgré les demandes de Sevika et Isha. Peu après, Isha est capturée par les troupes de Noxus, ce qui pousse Jinx à sortir de sa cachette pour libérer son amie. S'infiltrant avec Sevika dans la prison de Stilwater, Jinx retrouve finalement Isha tandis qu'elle est acclamée en héroïne par les autres prisonniers libérés. Cependant, Jinx est interrompue par l'arrivée de Warwick, un mutant créé par les expériences de Singed. Pendant le combat, Jinx est dominée par la créature qui manque de la tuer. S'apprêtant à achever Jinx, Warwick se calme lorsqu'il aperçoit son visage et prononce ensuite le nom de Powder. Jinx comprend alors qu'il s'agit en réalité de Vander. Peu après, Jinx part retrouver Vi pour lui demander son aide afin de sauver leur père adoptif. Bien que sceptique, Vi accepte de suivre Jinx et Isha jusque dans une mine abandonnée où Vander s'est réfugié. Pendant leur recherche, les deux sœurs se disputent à nouveau avant d'être retrouvées par Vander. Vi affronte alors Vander tandis que Jinx affirme à nouveau qu'il s'agit de leur père. Vi baisse donc les armes, ce qui calme Vander tandis que les deux sœurs enlacent finalement leur père. Voulant trouver un moyen de guérir Vander, Jinx et Vi l'emmènent jusqu'au sanctuaire de Viktor afin qu'il puisse le soigner. Viktor accepte cette tâche difficile tandis que Jinx semble progressivement se réconcilier avec Vi. Cependant, Vander est retrouvé par Ambessa, Caitlyn et Singed qui ont traqué le mutant jusqu'au sanctuaire de Viktor. Ignorant que Caitlyn s'est ralliée à Vi, Jinx manque de l'abattre avec son arme mais elle se résigne lorsqu'elle voit Caitlyn neutraliser Singed. Rejoignant le campement, Jinx sauve Caitlyn en combattant Rictus, le bras-droit d'Ambessa. Elle manque alors d'être tuée par Rictus avant qu'elle soit sauvée par Vander qui tue le Noxien. Parallèlement, Viktor est abattu par Jayce, ce qui interrompt la guérison de Vander qui cède alors à la rage tandis qu'Ambessa lance une attaque sur le sanctuaire. Pour permettre leur fuite, Isha se sacrifie en surchargeant le pistolet de Jinx avec des gemmes Hextech afin d'éliminer Vander.
Complètement détruite par la mort d'Isha, Jinx se livre sans combattre à Caitlyn qu'il la fait enfermer dans les cellules de Stillwater. Jinx est alors confrontée par Caitlyn qui lui exprime ses regrets pour avoir laissé sa haine envers Jinx lui faire accomplir des actes dont elle a honte. De plus, Jinx s'excuse devant Caitlyn pour avoir tué sa mère. Peu après, Jinx est confrontée à une hallucination de Silco qui lui explique que le cycle de la haine dans lequel elle est enfermée ne pourra se briser que si elle s'enfuie. Jinx est ensuite retrouvée dans sa cellule par Vi qui tente de libérer sa sœur. Comprenant que Vi n'arrivera jamais à avancer avec elle présente dans sa vie, Jinx s'enfuie en enfermant Vi dans sa cellule et en lui souhaitant d'être heureuse avec Caitlyn. Retournant au bar de Vander, Jinx incendie l'endroit et tente de se suicider avec ses explosifs. Elle est cependant interrompue par Ekko, revenu d'un monde alternatif, qui parvient à la convaincre de ne pas mettre fin à ses jours. Quelque temps plus tard, Jinx, Ekko et les Zauniens rejoignent la bataille qui oppose les forces de Piltover à Ambessa et Viktor. Pendant le combat, Jinx est attaquée par Vander, transformé en automate par Viktor, avant d'être secourue par Vi. Les deux sœurs combattent alors Vander jusque dans la tour du portail Hextech. À la fin du combat, Vi manque d'être tuée par Vander. Afin de sauver sa sœur, Jinx se fait exploser avec Vander sous le regard impuissant de Vi. Après la fin des combats, Caitlyn analyse différentes preuves dont les restes de la bombe de Jinx ainsi qu'un plan des conduits d'évacuation de la tour. La série se termine sur un plan montrant un dirigeable quittant Piltover, le même que Jinx rêvait de piloter au début de la série, laissant ainsi supposer à sa survie. 

### Clips musicaux
Jinx est l'un des premiers champions de League of Legends à apparaître dans son propre clip musical animé avant ses débuts dans le jeu. Get Jinxed d'Agnete Kjølsrud du groupe Djerv, qui suit les exploits destructeurs de Jinx à Piltover, est publié sur YouTube le 8 octobre 2013.
Jinx est ensuite apparue en tant que personnage principal du clip musical Enemy d'Imagine Dragons et J.I.D, qui décrit « les parties de l'enfance de Jinx qui l'ont conduite à une vie de criminalité ». Enemy est publié sur YouTube le 28 octobre 2021 pour promouvoir Arcane, en plus de servir de chanson titre pour la série.

## Accueil
Jinx est souvent qualifiée de « favorite des fans » et l'un des champions les plus emblématiques de League of Legends,. Elle est devenue l'un des personnages de jeu vidéo les plus populaires pour le fan art et le cosplay ,. Dot Esports attribue la popularité continue de Jinx au clip musicale Get Jinxed et à son design « magnétique ». PC Gamer a classé Jinx au 23e rang des personnages les plus emblématiques des jeux sur PC, la citant comme la mascotte de League of Legends. Jinx a figuré dans de nombreuses vidéos de la chaîne YouTube League of Legends de Riot Games, et a notamment été le point central de la bande-annonce de lancement du jeu mobile League of Legends: Wild Rift.
Le portrait de Jinx dans Arcane a été largement salué par les critiques et les fans,. Rafael Motamayor d'IGN a décrit le personnage comme étant « convaincant » et « ce qui tient en haleine épisode après épisode ». Les fans ont loué le traitement sérieux de la maladie mentale de Jinx dans la série pour en faire un personnage plus tragique, plutôt que de l'utiliser comme une bizarrerie à des fins comiques. Des similitudes ont été notées entre la caractérisation de Jinx dans Arcane et le Joker de DC Comics. (qui a servi d'inspiration pour Jinx dans le jeu League of Legends), en particulier en ce qui concerne ses actions dans l'acte final de la saison,.
Ella Purnell a remporté le Annie Award pour une réalisation exceptionnelle en tant qu'actrice vocale dans une production d'animation télévisée ou de radiodiffusion pour sa performance dans le sixième épisode d'Arcane,.